# Metn
Metn (ou Matn) (المتن, em árabe) é um distrito libanês localizado na província de Monte Líbano, à leste da capital do país, Beirute. A capital do distrito é a cidade de Jdeideh, também conhecida como Jdaideh.